# Corona, New Mexico
Corona är en ort (village) i Lincoln County i delstaten New Mexico i USA. Orten hade 129 invånare, på en yta av 2,66 km² (2020).
Corona ligger nära den plats där en påstådd UFO-krasch ägde rum 1947, se Roswellincidenten. Ranchägaren, som påträffade vraket, kom till Corona för att rapportera det till några invånare, innan han åkte till Roswell för att varsko den lokala sheriffen.